# 艾涅维尔 (默尔特-摩泽尔省)
艾涅维尔（法語：Haigneville，法語發音：[ɛɲvil]）是法国默尔特-摩泽尔省的一个市镇，属于吕内维尔区。

## 地理
艾涅维尔（48°29'11"N, 6°20'35"E）面积2.85 平方千米，位于法国大東部大區默尔特-摩泽尔省，该省份为法国东北部内陆省份，是洛林的一部分，北邻比利时、卢森堡，北起顺时针与摩泽尔省、下莱茵省、孚日省和默兹省接壤。
与艾涅维尔接壤的市镇（或旧市镇、城区）包括：巴永、布雷蒙库尔、栋塔伊昂莱尔、弗罗维尔、洛雷。

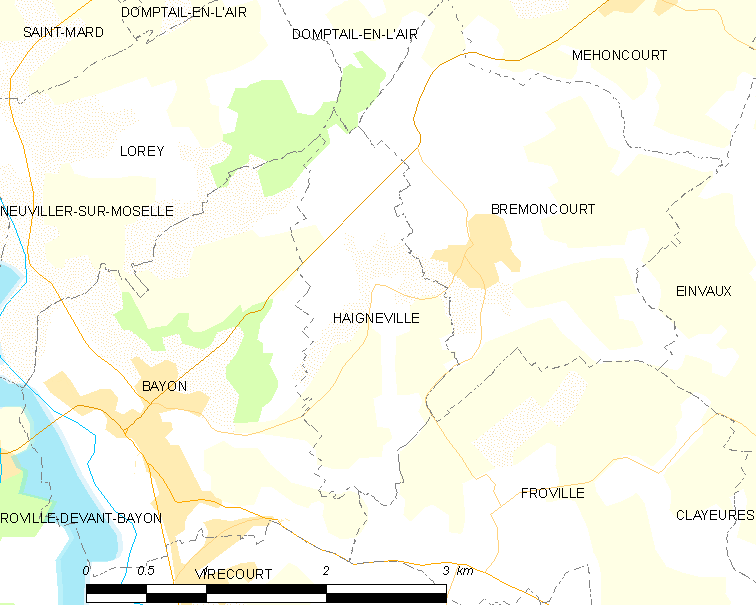
的OSM定位图

艾涅维尔的时区为UTC+01:00、UTC+02:00（夏令时）。

## 行政
艾涅维尔的邮政编码为54290，INSEE市镇编码为54245。

## 政治
艾涅维尔所属的省级选区为吕内维尔第二县。

## 人口

1962-2008年间人口变化图示

艾涅维尔于2022年1月1日时的人口数量为59人。